# Frank Tieri
Frank Tieri, detto Funzi (Napoli, 22 febbraio 1904 – New York, 31 marzo 1981), è stato un mafioso italiano.

## Biografia
Frank Tieri è stato uno dei boss di facciata della potente famiglia mafiosa italo-americana Genovese.
Tieri fu il primo mafioso ad essere condannato grazie al RICO, la speciale legge statunitense contro la criminalità organizzata.
Nato a Napoli, Tieri emigra con la sua famiglia a New York nel 1911. Per molti anni gli fu negata la cittadinanza americana; era considerato un boss diplomatico, manteneva sempre un basso profilo, e cercava di non dare nell'occhio per non attirare l'interesse delle autorità sui suoi affari, risiedendo in una modesta casa di Brooklyn. Tieri era stato condannato per una rapina a mano armata quando aveva vent'anni ma subito dopo le accuse su di lui caddero. Nel 1972 divenne il boss di facciata della famiglia Genovese, dopo che il suo predecessore Thomas Eboli era stato assassinato su ordine di Carlo Gambino, grande amico di Tieri stesso. Frank Tieri era considerato uno dei più tranquilli e saggi boss di Cosa Nostra, che ricorreva all'uso della forza in rarissimi casi. Sebbene Tieri affermasse di essere un semplice produttore di abbigliamento sportivo, i pubblici ministeri federali lo accusavano di essere uno dei più potenti boss della mafia, a capo di attività illegali diversificate nel gioco d'azzardo e nelle estorsioni, per un giro d'affari di milioni di dollari. Nel gennaio 1981 con la legge RICO viene condannato a 10 anni di reclusione, ma i suoi avvocati si oppongono a causa della cattiva salute di Tieri. Il 31 marzo 1981 Tieri muore all'ospedale Mount Sinai di New York.